# Герб Ізяславського району
Герб Ізяславського району — офіційний символ Ізяславського району, затверджений 21 лютого 2007 р. рішенням сесії районної ради.
Автор проекту — А. Гречило.

## Опис
На червоному полі срібний хрест. В зеленій главі - три золоті корони в пояс. Щит облямований вінком з золотих колосків та зеленого дубового листя, оповитого лазуровою стрічкою з золотим написом "Ізяславський район", та увінчаний золотою територіальною короною.